# Danh sách nhân vật trong Tokyo Ghoul và Tokyo Ghoul:re
Manga và anime Tokyo Ghoul bao gồm rất nhiều nhân vật giả tưởng được tạo ra bởi mangaka Ishida Sui. Bối cảnh của TG đặt trong một thế giới giả tưởng nơi mà Ghoul - loài quỷ chuyên ăn thịt con người và sống bí mật giữa xã hội loài người, che giấu thân phận của mình trước chính phủ. Cốt truyện của TG xoay quanh một sinh viên đại học tên là Kaneki Ken, Ken đã bị biến thành bán Ghoul sau một tai nạn. Và giờ giống như các Ghoul khác, Ken phải ăn thịt người để tồn tại. Với cuộc sống với của một bán Ghoul, Ken phải tranh đấu giữa xã hội của loài Ghoul đồng thời phải che giấu thân phận trước những người bạn con người

## Nhân Vật Chính
Kaneki Ken
Lồng tiếng bởi: Natsuki Hanae
Kaneki Ken (金木 研), 19 tuổi, nhân vật chính của Tokyo Ghoul, Tokyo Ghoul √A và Tokyo Ghoul:re, một sinh viên năm nhất đại học Kamii ở Tokyo. Những tập đầu của Tokyo Ghoul, Kaneki Ken có ngoại hình khá nhạt nhòa, thậm chí không ai dám tin anh là nhân vật chính của bộ phim. Ban đầu, Kaneki Ken không hề có một chút khí chất nào, thân hình không cao lại đóng thùng trong bộ vest nên trông khá thư sinh yếu ớt. Tuy nhiên, sau khi trải qua nhiều việc, Kaneki Ken dần thay đổi thành một anh chàng cao to, khí chất ngút trời, đặc biệt là mái tóc trắng hút hồn biết bao fan nữ. Anh đã gặp Kamishiro Rize tại 1 tiệm cà phê có tên Anteiku ở phường 20. Họ có chung sở thích về tiểu thuyết và quyết định hẹn hò với nhau. Trong lúc đưa Rize về nhà sau buổi hẹn, Ken bị Rize tấn công ở gần khu công trường đang thi công. Rize hiện nguyên hình là Ghoul ("San chủng", chủng tộc ăn thịt). Khi chuẩn bị kết liễu Ken, cô ta bị 1 khối sắt xây dựng đột ngột rơi xuống nghiền nát. Kaneki được đưa tới bệnh viện trong tình trạng nguy kịch, nội tạng bị nát. Bác sĩ phẫu thuật quyết định cấy ghép bộ phận cơ thể của Rize vào cho Kaneki để cứu sống anh. Sau ca phẫu thuật, cơ thể anh bắt đầu có những biểu hiện lạ và có đặc điểm giống với Ghoul, lý trí trong anh suy yếu dần khi luôn phải chống lại cơn đói của Ghoul - sự thèm khát máu thịt con người. Giờ Kaneki đã thành kẻ nửa người - nửa Ghoul (bán Ghoul). Anh luôn phải đấu tranh để giữ vững bản ngã con người cũng như chống lại phần quỷ trong mình, trong khi cố gắng tiếp tục sống như một người bình thường. Kaneki tới làm bồi bàn cho Anteiku - một quán cà phê do Ghoul quận 20 lập nên để bí mật giúp đỡ những Ghoul yếu đuối, theo hướng dẫn của chủ quán là Yoshimura. Sau cuộc chiến với Thanh tra Amon, Kaneki được đặt biệt danh "Bịt mắt" vì thiết kế mặt nạ của anh và có chút tiếng tăm sau khi một Ghoul thấy anh ta đánh bại các thanh tra.
Kaneki rất thích đọc sách, thường im lặng và có phần dè dặt, nhưng anh luôn suy tính cẩn thận trước khi tham chiến. Tuy nhiên anh có một điểm yếu chết người, đó là quá dễ dàng tin tưởng người khác, bởi thế mà cuộc sống của anh thường hay bị đe dọa. Sau khi tổ chức Ghoul được biết đến với tên Cổ thụ Aogiri bắt cóc anh và bị một con Ghoul tàn bạo tra tấn không thương tiếc, Kaneki bắt đầu thay đổi quan điểm sống. Trong khi bị tra tấn, anh luôn có ảo giác về Rize. Cô ta chế giễu hành động hy sinh bản thân vì người khác của anh và mẹ anh, dẫn đến cuối cùng đánh thức con quỷ ẩn bên trong anh. Suy nghĩ trở nên u ám hơn, Kaneki biến thành một kẻ máu lạnh và chống lại các thanh tra CCG, những chiến sĩ của loài người, để có thể bảo vệ những người mà anh thương yêu nhất. Quan niệm của anh về sức mạnh thay đổi, anh dấn thân vào con đường tàn sát nhưng chỉ ăn những con Ghoul khác để trở nên mạnh hơn. Vì được cấy ghép nội tạng của Rize, Kaneki cũng thừa hưởng Kagune dạng Rinkaku của Rize. Việc ăn thịt Ghoul khiến Kaneki trở thành bán kakuja (bán Ghoul đột biến), phát triển kagune của anh thành hình rết, được gọi với biệt danh mới là "Rết".
Sau trận càn quét quy mô lớn của CCG nhằm tiêu diệt Ghoul vào quận 20 mà tiêu điểm là quán cà phê Anteiku, Kaneki đã bị đánh bại bởi thanh tra cấp đặc biệt Arima Kishō, kết quả là anh bị tổn thương não và mất trí nhớ.
Sang phần 3 Tokyo Ghoul: re, Kaneki được Arima nhận nuôi và trở thành thanh tra chống Ghoul dưới cái tên Sasaki Haise cùng với thanh tra Mado Akira. Sau một thời gian ngắn anh được giao nhiệm vụ hướng dẫn team Quinkes (QS) và cùng nhau hoàn thành những nhiệm vụ nguy hiểm, bản thân anh cũng từng lên được chức trợ lý thanh tra đặc biệt. Nhưng đến một ngày, khi một nhóm nhỏ Cổ thụ Aogiri cùng Touka tới nhà tù để giải thoát cho Hinami, Kaneki đã nỗ lực cầm chân Arima để Touka và những người bạn trốn thoát, Arima đánh bại Ken nhưng chết vì tự sát chứ không phải do Ken giết. Sau đó anh được một vài thanh tra đưa đi trốn thoát, bị quy tội giết chính người thầy của mình, trước bản thân anh cũng nhớ lại mọi thứ. Kaneki đã chấp nhận trở lại và lãnh đạo thế giới Ghoul nhưng với mục tiêu khác, đó là tìm được sự bình đẳng Ghoul và người. Bấy giờ anh được biết đến với một biệt danh khác là "Độc Nhãn Vương". Anh sau này kết hôn trở thành chồng của Kirishima Touka.
Sasaki Haise
Lồng tiếng bởi: Natsuki Hanae
Sasaki Haise (佐々木 琲世) Nhân vật chính của phần Tokyo Ghoul:Re, 22 tuổi, là thanh tra hạng 1 của CCG, con át chủ bài của nhóm Mado Akira và làm cố vấn của nhóm Quinx (một đơn vị đặc biệt gồm những thanh tra CCG được cấy một Kakuhou bao phủ bởi những lớp thép quinque vào người họ). Dẫu vậy các thành viên của đội Quinx không được xếp vào dạng bán Ghoul vì sở hữu lượng Rc thấp(>1000) và vẫn còn khả năng tiêu hóa đồ ăn của con người, họ được biến đổi dựa theo các lý thuyết về phương pháp tạo ra bán Ghoul của Kanou. Haise có nhiều đặc điểm tương đồng giống với Kaneki Ken - nhân vật chính của series gốc (đã bị thanh tra hạng đặc biệt Arima Kishō đánh bại) ví dụ như là bán Ghoul, hình thái Kagune (đều là Rinkaku), yêu đọc sách, luôn quyết đoán trong việc bảo vệ sự an toàn đồng đội cũng như cuộc sống đời thường. Nói thẳng ra, Sasaki Haise chính là Kaneki Ken nhưng đã bị mất đi ký ức.
Khi bị áp lực quá mức, trong tâm trí Haise xuất hiện ảo ảnh thoáng qua về nhân dạng cũ của mình. Nhiều khi anh bộc phát năng lực thành Ghoul và mất kiểm soát, buộc các Thanh tra CCG khác phải tấn công, hạ mức RC giúp anh bình tĩnh lại. Haise thường xuyên đấu tranh tinh thần với ký ức quá khứ, lo sợ rằng một ngày nào đó anh sẽ đánh mất kỷ niệm hiện có với tất cả những người bạn mới và cá tính bây giờ. Tuy nhiên càng ngày anh càng có thêm nhiều thông tin về cuộc sống trước đây của mình.

## Anteiku,:re, Goat
Anteiku (あんていく), Là tiệm cà phê được thành lập bởi Yoshimura. Nơi chuyên viện trợ và cung cấp thực phẩm cho các Ghoul yếu kém không có khả năng đi săn một mình. Anteiku bị phá hủy ở cuối phần hai, các thành viên chuyển về:re.
:re () là tên của quán cà phê được lập bởi Touka và Renji,:re được mở sau khi Anteiku bị phá hủy. Các nhân viên của quán cà phê đều là nhân viên của quán Anteiku cũ. Touka nói rằng cô lập ra re để làm một nơi mà Ken có thể trở về. ":re" trong tiếng Malta có nghĩa là "Vua". quán cà phê này được tác giả Ishida Sui dựa trên một quán cà phê có thật có tên là MUSEUM tại Tokyo.
Goat (黒山羊 (Hắc Sơn Dương) Gōto) là một tổ chức của các Ghoul chống đối được thành lập bởi Kaneki Ken. Mục tiêu của tổ chức là tạo ra một thế giới nới mà con người và Ghoul có thể chung sống hòa bình. Kế hoạch đầu tiên của họ là dùng bạo lực để ép CCG vào bàn đàm phán. Thành viên của Goat tập hợp từ nhiều băng nhóm và tổ chức khác nhau, bao gồm Anteiku, :re, gia tộc Tsukiyama, Cổ thụ Aogiri,..
Yoshimura
Lồng tiếng bởi: Takayuki Sugo
Yoshimura (芳村), tên thật của ông là Yoshimura Kuzen (芳村 功善), chủ nhân kiêm quản lý của Anteiku, là một Ghoul tốt bụng, tử tế, chuyên viện trợ cũng như cấp thực phẩm cho những Ghoul yếu đuối không có khả năng đi săn một mình như Ken và Hinami. Ông nhận Kaneki vào quán sau khi anh trở thành bán Ghoul rồi dạy anh cách Ghoul hòa nhập với con người. Ông có quá khứ bí ẩn liên quan đến Aogiri cùng một tổ chức được gọi là V. Sau khi bí mật của Anteiku bị lộ và CCG tấn công, ông bị bắt bởi con gái mình, người được biết đến là bán Ghoul tự nhiên và là thành viên của Aogiri.sau khi biết được có đến 2 cú thì ông được biết với biệt danh mới là Cú vô sát (不殺の梟 Fusatsu no Fukurō?)
Yomo Renji
Lồng tiếng bởi: Yūichi Nakamura
Yomo Renji (四方 蓮示) là một Ghoul điềm tĩnh và kín đáo. Anh thường giúp Yoshimura công việc bên ngoài bằng cách thu thập thực phẩm cho Anteiku. Trước khi làm công việc hậu thuẫn phía sau cho Anteiku, anh có khuynh hướng bạo lực giống Touka bây giờ và hay gây chiến với Uta. Anh được CCG biết đến với biệt danh "Quạ" do mặt nạ của anh giống mỏ con chim. Bất kể vẻ ngoài lạnh lùng của mình, anh thực sự quan tâm đến những người xung quanh. Anh là bạn tốt với Uta và Itori.
Kirishima Touka 
Lồng tiếng bởi: Sora Amamiya
Kirishima Touka (霧嶋 董香), 18 tuổi, là một Ghoul sống ở quận 20, làm phục vụ bán thời gian ở tiệm cà phê Anteiku và còn học trung học. Touka luôn cho rằng đối với Ghoul, việc che giấu thân phận là ưu tiên hàng đầu, vì vậy cô giữ vỏ bọc khá tốt khi sống trong xã hội loài người. Đôi khi cô vẫn có thái độ thù hằn, khinh suất nên thường dẫn tới những hành động liều lĩnh bộc phát theo xu hướng bạo lực. Tất cả bắt nguồn từ việc Touka phải sống cuộc đời trốn chui trốn lủi kể từ khi bố cô bị CCG giết chết hồi còn nhỏ. Sau cô với Kaneki Ken luyện tập thực chiến với nhau, giúp cho những di chuyển của họ lúc tác chiến luôn được phối hợp ăn ý. Căm phẫn trước việc bố mẹ Hinami bị Thanh tra diệt quỷ giết chết, Touka tấn công các thanh tra và giết một người trong số họ. Từ đó, cô được CCG đặt cho biệt danh "Thỏ" và cũng trở thành người giám hộ cho Hinami.
Touka là người Kiên định và hiểu rõ về bản thân. Sau khi giết một thanh tra trả thù cho cái chết của mẹ Hinami, cô cho rằng kẻ giết người như cô cũng đáng chết, vì cô biết trả thù bằng cách đi giết người là sai trái. Với Kagune dạng Ukaku, cô cũng là một chiến binh thuần thục, cô thậm chí đánh bại cả Ghoul mạnh như Shū Tsukiyama hay Nishio Nishiki chỉ trong một trận đấu, dù cô không mạnh bằng Renji. Mặc dù xét về tính cách nói chung, Touka là người khá gay gắt, khó chịu, nhưng cô cũng rất tốt bụng và hữu ích, nghiêm túc coi công việc mình làm góp phần bình ổn cho Anteiku giúp đỡ những Ghoul yếu đuối hơn. Cô còn có một người em trai đã gia nhập vào tổ chức Aogiri. Sau này khi Anteiku bị phá hủy, cô mắc hội chứng ám ảnh sợ xã hội, mất một khoảng thời gian ổn định lại, Touka xuất hiện mở một quán cà phê mới có tên ":Re" cùng Renji trong phần sau Tokyo Ghoul: re. Cô sau này trở thành vợ của Kaneki Ken.
Fueguchi Hinami
Lồng tiếng bởi: Sumire Morohoshi
Fueguchi Hinami (笛口 雛実) là một Ghoul nhỏ tuổi tầm 13, 14 tuổi. Cô bé đến quận 20 cùng mẹ sau khi bố cô bị thanh tra giết chết. Cô bé khá bẽn lẽn nhưng luôn khao khát kiến thức, bởi cô không được phép tới trường đi học. Cô gặp Kaneki ở Anteiku và luôn bám lấy anh, xem anh như một người anh trai vì anh giúp cô bé học chữ Kanji. Hinami chuyển tới sống cùng Touka sau khi mẹ cô bị thanh tra Kureo giết.
Hinami thích đọc những tác phẩm do một trong những tác giả ưa thích của Kaneki sáng tác. Cô bé thích thú với việc học những điều mới mẻ. Cô có giác quan cảm nhận mùi nhạy bén hơn qủy ăn thịt thông thường, có tới 2 hình thái kagune là Rinkaku và Koukaku nhưng do còn nhỏ nên không tham gia các cuộc chiến.
Tại phần 3 và 4 cô đã trưởng thành hơn và có kĩ năng chiến đấu tốt. Cuối truyện, cô và Ayato có tình cảm và đang tiến tới tương lai.
Nishio Nishiki
Lồng tiếng bởi: Shintarō Asanuma
Nishio Nishiki (西尾 錦) là 1 Ghoul hiếm hoi học tới bậc đại học, một sinh viên năm thứ hai khoa y tại Đại học Kamii. Anh ta sống một mình, là kẻ kiêu ngạo và rất ghét việc bị đàn em cãi lại. Anh ta có tính chiếm hữu lãnh thổ cao, hay thù địch với Ghoul khác nếu định chiếm địa bàn của anh ta. Nishiki bị Rize đánh bại và chiếm mất đất săn. Khi Rize chết, anh ta cố gắng để giành lại nó nhưng bị Touka ngăn chặn. Với kagune Bikaku anh có sức chiến đấu khá tốt nên ngay cả các nhóm nhỏ Ghoul khác cũng có xu hướng tránh đụng chạm. Giống như Touka, Nishiki hòa nhập tốt với xã hội loài người, thậm chí anh còn có một cô bạn gái con người và được biết đến tại trường đại học.
Irimi Kaya
Irimi Kaya (入見 カヤ) là nhân viên của cả hai quán cà phê Anteiku lẫn:re. Irimi có biệt danh là Chó Đen (黒狗 Kuroinu) và từng là cựu thủ lĩnh của băng riêng có tên là Black Dober (ブラックドーベル Brakku Dōberu). Irimi đeo một chiếc mặt hạ hình chó màu đen. Cô hi sinh sau cuộc đột kích của CCG vào căn cứ của Goat ở dưới lòng đất của Quận 24.
Koma Enji
Koma Enji (古間 円児) là nhân viên của cả hai quán cà phê Anteiku lẫn:re. Koma có biệt danh là Vượn Quỷ (魔猿 Maen) và từng là cựu thủ lĩnh của băng riêng có tên là Vượn (猿 En). Koma đeo một chiếc mặt hạ hình vượn màu đỏ. Anh hi sinh sau cuộc đột kích của CCG vào căn cứ của Goat ở dưới lòng đất của Quận 24.

## Cổ thụ Aogiri
Cổ thụ Aogiri (アオギリの樹 Aogiri no Ki) là một tổ chức Ghoul được thành lập bởi Yoshimura Eto. Họ chuyên chống lại CCG và gây nhiều thương vong cho CCG. Phát triển một cách mạnh mẽ, tổ chức này trở thành mối đe dọa lớn nhất đối với CCG.
Yoshimura Eto
Lồng tiếng bởi: Maaya Sakamoto
Yoshimura Eto (芳村 エト) là một Ghoul bí ẩn bề ngoài như trẻ con nhưng thực chất lại là một trong những kẻ lãnh đạo Aogiri. Cô là đứa con nửa người nửa quỷ của Yoshimura, và cũng là Ghoul khét tiếng được được biết tới với biệt danh Cú một mắt (隻眼の梟 Sekigan no Fukurō). Ngoài hoạt động ở Aogiri, cô tồn tại trong thế giới con người với cái tên Takatsuki Sen (高槻 泉), nhà văn viết truyện kinh dị yêu thích của Kaneki. Sau này Eto được tiết lộ là con gái của Yoshimura và Ukina (憂那), một con người. Sau này cô bị giết bởi thanh tra Furuta Kichimura Washuu dùng kagune của Rize
Kirishima Ayato
Lồng tiếng bởi: Yūki Kaji
Kirishima Ayato (霧嶋 絢都) là thành viên lãnh đạo Aogiri trẻ tuổi nhất, là em trai của Touka. Cậu là một thiếu niên rắc rối và nổi loạn, căm ghét sự lựa chọn của chị gái mình vì quyết định sống chung với con người. Tuy nhiên, Kaneki cho rằng lý do thực sự việc cậu tham gia Aogiri là để bảo vệ chị gái từ xa. Sau đó, cậu sử dụng biệt danh "Thỏ" của Touka, trở thành "Thỏ Đen" và chịu thay tội danh cho chị mình.
Ayato từng coi Hinami là kẻ yếu đuối nhưng lại rất quan tâm và bảo vệ cô. Cuối anime và manga, cả 2 đều có tình cảm và tới với nhau ngày một thân thiết hơn
Tatara
Lồng tiếng bởi: Koji Yusa 
Tatara (タタラ) là lãnh đạo tối cao thứ hai của Aogiri, một Ghoul độc ác và xảo quyệt, có vẻ có liên hệ với Trung Quốc đại lục.
Noro
Noro (ノロ) là một Ghoul kỳ lạ được chú ý tới bởi sự phàm ăn khủng khiếp, hoàn toàn im lặng, gần như luôn luôn đi cùng với Tatara. Hắn sở hữu mức độ tái sinh khác thường, cho phép hắn tái tạo lại cơ thể nhanh chóng kể cả có bị phá hủy mất một nửa và bị tiêu diệt trong phần:re, Noro được Yoshimura giao lại con của mình để tránh sự truy đuổi của tổ chức V.
Anh em Bin
Lồng tiếng bởi: Yuki Fujiwara
Lồng tiếng bởi: Sōta Arai
Hai anh em là thành viên của Cổ thụ Aogiri. Họ được CCG gọi là "Anh em đuôi" (シッポブラザース, Shippo Burazāsu) và đã bị Amon giết chết.
Kanou Akihiro
Lồng tiếng bởi: Kenji Nomura
Kanou Akihiro (嘉納 明博) là bác sĩ đã cấy ghép nội tạng của Rize để cứu Kaneki. Đằng sau gương mặt phúc hậu của một lương y già, ông là một tên bác học điên nghiên cứu về việc biến người thành Ghoul, chính Kaneki mãi sau này mới biết mình là một thí nghiệm của ông ta. Dù còn nhiều nhân vật khác cũng là thí nghiệm Kanou  như Amon hay Seidou, nhưng với Kanou Kaneki là thử nghiệm thành công nhất của mình. Ông ta tự sát vào phần cuối của truyện.
Saeki Karao
Lồng tiếng bởi: Hiromichi Tezuka
Saeki Karao (冴木 空男) được CCG gọi là Torso, nghề nghiệp là tài xế taxi. Hắn ta là một Ghoul chuyên chở những hành khách nữ từ bệnh viện ra và ăn thịt họ ngay sau đó, bị "Bồ câu"(tức là Sở thanh tra CCG) truy sát và tìm kiếm sau nhiều vụ án mạng ở nhiều nơi tại Tokyo. Hắn bị đội Quinx phát hiện và truy đuổi cho đến khi quỷ Ghoul hạng S "Orochi" xuất hiện và can thiệp. Sau đó để bảo vệ tính mạng mình, Torso quyết định gia nhập Cổ thụ Aogiri. Torso cuồng mùi hương của Tooru Mutsuki và muốn chiềm hữu cô. Sau này đã bị Mutsuki giết.
Shikorae
Lồng tiếng bởi: Kenshō Ono
Shikoarae (死堪) trước đây được biết đến với cái tên Rio (凛, Rio) và Jail (ジ ェ イ, Jeiru), anh đã bị Kijima Shiki đánh bại và giam cầm tại nhà tù Cochlea, nơi đã khiến anh trở nên điên loạn sau khi biết được về cái chết của anh trai mình. Anh đã được Eto tìm thấy và cứu ra khỏi nhà tù Cochlea trong cuộc tấn công của Aogiri vào nhà tù này. Là một người có xu hướng tấn công bằng cách cắn đứt da thịt từ đối thủ của mình.
Tomoe Yumitsu
Lồng tiếng bởi: Nozomi Nishida
Tomoe Yumitsu (巴 ユミツ) được biết đến với cái tên Hakatori (盗), cô là chị họ của anh em Bin và cũng là thuộc hạ dưới trướng của Tatara trong Cổ thụ Aogiri. Cô được CCG gọi là Quinque Hunter (イ ン ケ, Kuinke Gari) và được Hōguro gọi cô là Litte Bin.
Kamishiro Matasaka
Lồng tiếng bởi: Kiyoyuki Yanada
Kamishiro Matasaka (神代 叉栄) còn được gọi là Shachi một Ghoul đến từ quận 6 được xếp vào cấp SS và là bố của Kamishiro Rize. Ông ta có cơ thể cường tráng, cơ bắp và rất giỏi võ thuật. Bằng khả năng di chuyển siêu nhanh, biết nắm bắt điểm yếu của đối thủ và sử dụng các thế võ linh hoạt, Matasaka đã trở thành người đầu tiên đánh bại Kaneki trong một cuộc đấu đôi.
Kusakari Miza
Lồng tiếng bởi: Koji Yusa
Kusakari Miza (草刈 ミザ) là cựu thành viên của Cổ thụ Aogiri và là thủ lĩnh của băng Lưỡi Dao (刃). Miza có biệt danh là Tam Đao (三枚刃 Sanmaiba). Cô có tình cảm đặc biệt với Naki. Cuối truyện Miza và Naki kết hôn, họ có chín người con.

## Pierrot
Pierrot (道化師 (Đạo Hóa Sư) Piero) Đây là một nhóm Ghóul bí ẩn do Roma thành lập lộ diện ở cuối của phần một. Các thành viên của Pierrot thường đeo mặt nạ theo chủ đề chú hề. Họ cũng là nhóm chịu trách nhiệm trong việc cấy ghép nội tạng Rize của Kaneki.
Uta
Lồng tiếng bởi: Takahiro Sakurai
Uta (ウタ) một Ghoul sở hữu tiệm mặt nạ Hysy ArtMask Studio ở Quận 4, người làm mặt nạ cho khách hàng là cả quỷ và con người. Anh luôn xuất hiện với bề ngoài Ghoul (để lộ Kakugan), khá điềm tĩnh, ăn nói rất tử tế. Anh là bạn thân thiết với Yomo Renji và Itori. CCG đặt biệt danh cho anh là "Vô diện", vì thiết kế mặt nạ trống trơn của anh. Trong quá khứ, anh thường xuyên chiến đấu với Yomo biến Quận 4 thành bãi chiến trường không thể ở được. Vào cuối series chính tiết lộ Uta là một thành viên của nhóm Những chú Hề, một nhóm Ghoul bí ẩn chịu trách nhiệm về tai nạn cấy ghép nội tạng Rize của Kaneki, và việc anh trở thành bạn bè với Kaneki chỉ đơn giản để có thể quan sát cậu ta.Một hình xăm đặc biệt theo chữ latinh của Uta là "Νεχ ποσσυμ τεχυμ ωιωερε, νεχ σινε τε" có nghĩa là "tôi không thể sống cùng bạn, cũng không thể không có bạn", câu này mô tả đúng về mối quan hệ giữa Ghoul và con người.
Nico
Lồng tiếng bởi: Kenjirō Tsudai
Nico (ニコ) Còn được gọi là chị cả, một Ghoul nữ tính,lòe loẹt và cũng là 1 thành viên của Pierrot. Ông là bạn thân của Itori và đã từng là thành viên của Cổ thụ Aogiri khi Yamori còn sống. Ông cũng là một trong số ít những thành viên thuộc Pierrot không tham gia vào âm mưu chiếm lấy CCG của Furuta.
Itori
Lồng tiếng bởi: Ayahi Takagaki
Itori (イトリ) một Ghoul điều hành một quán bar ở Quận 14. Cô là bạn thân của Yomo và Uta và là người sở hữu một mạng lưới thông tin rộng lớn. Giống như Uta, cô cũng được tiết lộ là một thành viên của Pierrot.
Hoito Roma
Lồng tiếng bởi: Suzuko Mimori
Hoito Roma (帆糸 ロマ) là người sáng lập ra Pierrot và từng xâm nhập vào Anteiku với biệt danh là Gypsy. Cô rất hứng thú với những câu chuyện về Kaneki. Sau này cô đã bị giết bởi Urie.
Donato Porpora
Lồng tiếng bởi: Kazuhiko Inoue
Donāto Porpora (ドナート・ポルポラ) là một Ghoul Nga đang bị bắt giữ và hưởng chế độ đối đãi đặc biệt tại trại giam Ghoul Cochlea ở quận 23.
Ông ta từng điều hành một trại trẻ mồ côi tại tu viện nọ và ăn thịt chính những đứa trẻ mình nhận nuôi, nhờ đó có biệt danh "bố Xứ". Lúc bấy giờ Porpora đang là bố nuôi của thanh tra Amon Kōtarō.
Ganbo
Lồng tiếng bởi: Kazuhiko Inoue
Ganbo (ガンボ) là một Ghoul to lớn, thành viên của Pierrot. Anh từng xuất hiện cùng với Roma Hoito trong buổi đấu giá và sau đó bị Takeomi Kuroiwa giết chết bằng tay không.

## Shiro Suit
Shiro Suit (白スーツ Shiro Sutsu, Vest trắng) Là một tổ chức Ghoul được thành lập bởi Omori Yakumo. Những thành viên của băng từng là thuộc hạ dưới trướng cúa Cổ thụ Aogiri nhưng sau khi Cổ thụ Aogiri sụp đổ, cuối cùng họ đã trở thành một phần của Goat và quyền lãnh đạo băng đã được trao cho Kaneki Ken.
Ōmori Yakumo
Lồng tiếng bởi: Rintarō Nishi
Ōmori Yakumo (大守 八雲) là một kẻ bạo hành loạn trí, biệt danh "Jason" do sự tàn bạo và thói quen đeo mặt nạ hockey. Hắn còn được biết dưới cái tên khác là Yamori (ヤモリ lit. Gecko) Khi bị CCG giam cầm trong quá khứ, hắn bị tra tấn theo cách điên rồ và từ đó hình thành thú hành hạ người khác. Hắn được biết đến như một kẻ ăn thịt đồng loại hàng loạt, nhắm mục tiêu tới những Ghoul khác nhằm tìm cách tra tấn và xơi tái họ. Yamori đã lừa Kaneki đầu hàng hắn để đổi lấy tự do cho nhóm con tin rồi tra tấn anh trong 10 ngày liên tiếp. Sau khi thoát được, Kaneki hạ gục hắn và ngấu nghiến Kagune của hắn trước khi bỏ đi để mặc hắn nằm chờ chết. Suzuya Jūzō tìm thấy và giết hắn lấy Kakuhou chế thành Quinque cho cậu, đồng thời cũng đặt tên vũ khí mới này là "Jason".
Naki
Lồng tiếng bởi: Hiro Shimono
Naki (ナキ) là cựu thành viên của Cổ thụ Aogiri và là thủ lĩnh của băng Shiro Suit, phục vụ như cánh tay phải của Yamori. Cảm xúc của hắn rất thất thường, nhiều khi hành động như trẻ con. Hắn thần tượng Yamori và luôn tận tâm tôn thờ chủ nhân quá cố của mình.
Hooguro
Lồng tiếng bởi: Morishima Shuta
Hōguro (ホオグロ) là cựu thành viên của Cổ thụ Aogiri và cũng là một thành viên của băng Shiro Suit, cấp dưới của Naki.
Sau khi Cổ thụ Aogiri tan rã, anh, Naki cùng các thành viên của băng Shiro Suit bao gồm cả anh gia nhập vào Goat của Kaneki.
Idera Shōsei
Lồng tiếng bởi: Kiuchi Taro
Idera Shōsei (井寺 承正) là cựu thành viên của Cổ thụ Aogiri và cũng là một thành viên của băng Shiro Suit, cấp dưới của Naki. Sau khi Cổ thụ Aogiri tan rã, anh, Naki cùng các thành viên của băng Shiro Suit bao gồm cả anh gia nhập vào Goat của Kaneki.
Gagi và Guge
Gagi (ガギ) và Guge (グゲ) là cặp anh em Ghoul song sinh từng là thành viên của Cổ thụ Aogiri và sau này thuộc băng Shiro Suit. Hai người là tay sai của Naki.

## Gas Mask
Banjō Kazuichi
Lồng tiếng bởi: Kentarō Itō
Banjō Kazuichi (万丈 数壱) là Ghoul cựu thủ lĩnh của Quận 11 và hiện là người đứng đầu của Quận 6. Banjō cũng có một nhóm riêng có tên là Gas Mask. Anh từng có tình cảm với Riza và từng là một thành viên của Cổ thụ Aogiri. Banjō có lòng trung thành tuyệt đối và vô cùng tôn trọng Ken. Kagune của Banjō là Ukaku và chuyên về trị thương.
Ichimi, Jiro và Sante
Lồng tiếng bởi: Shuto Miyazaki, Lồng tiếng bởi: Reina Ueda và Lồng tiếng bởi: Sota Arai
Ichimi (イチミ), Jiro (ジロ) và Sante (サンテ) là ba Ghoul thường đi chung cựu thành viên quận 11 là Banjō Kazuichi.Trong ba người Ichimi và Sante là nam còn Jiro là nữ. Sau này cả ba người cùng với Banjō tham gia vào Goat của Ken Kanaki
Usu
Usu (ウス) là một Ghoul sinh sống ở quận 11. Anh từng là thành viên của Gas Mask của Banjō Kazuichi khi Banjō còn là thủ lĩnh quận 11.
Moku
Moku (モク) là một Ghoul sinh sống ở quận 11. Anh từng là thành viên của Gas Mask của Banjō Kazuichi khi Banjō còn là thủ lĩnh quận 11.
Tetsu
Tetsu (テツ) là một Ghoul sinh sống ở quận 11. Anh từng là thành viên của Gas Mask của Banjō Kazuichi khi Banjō còn là thủ lĩnh quận 11.Anh đã bị Yamori giết chết khi cố gắng trốn khỏi Cổ thụ Aogiri
Kuoto
Kuoto (コウト) là một Ghoul sinh sống ở quận 11. Anh từng là thành viên của Gas Mask của Banjō Kazuichi khi Banjō còn là thủ lĩnh quận 11.Anh là con trai của Kei là một người thích quan tâm và chăm sóc những người xung quanh.
Kei
Kei (ケイ) là một Ghoul sinh sống ở quận 11. Cô từng là thành viên của Gas Mask của Banjō Kazuichi khi Banjō còn là thủ lĩnh quận 11 và là mẹ của Kei.Cô cũng bị Yamori giết chết giống Tetsu
Shu
Lồng tiếng bởi: Aoyama Kohei
Shu (シュウ) là một Ghoul sinh sống ở quận 11. Anh từng là thành viên của Gas Mask của Banjō Kazuichi khi Banjō còn là thủ lĩnh quận 11.Anh là người yêu của Haru và cũng bị Yamori giết chết giống Tetsu và Kei
Haru
Lồng tiếng bởi: Kobori Yurie
Haru (ハル) là một Ghoul sinh sống ở quận 11. Cô từng là thành viên của Gas Mask của Banjō Kazuichi khi Banjō còn là thủ lĩnh quận 11 và là người yêu của Shu.Cô bị Yamori siết cổ đến chết trước mặt Shu và Kaneki.

## Gia Tộc Tsukiyama
Gia tộc Tsukiyama (月山家, Tsukiyama ke) là một gia đình của Ghoul thuộc tầng lớp thượng lưu và có tầm ảnh hưởng trong xã hội loài người đáng kể. Họ điều hành Tập đoàn Tsukiyama (月 山 グ, Tsukiyama Gurūpu), một Tập đoàn hùng mạnh, nắm giữ trong hầu hết các lĩnh vực và sở hữu hơn 20 công ty con. Họ đã có tầm ảnh hưởng đáng kinh ngạc trong xã hội loài người và đã dùng những ảnh hưởng chính trị, kinh doanh và tài chính của mình để che giấu thân phận trong hơn một thế kỷ.
Tsukiyama Mimuro
Lồng tiếng bởi: Mitsuru Miyamoto
Tsukiyama Mimuro (月山 観母) là một người giàu có và rất lập dị, nổi tiếng vì sự ngông cuồng của mình. Ông là bố của Shū Tsukiyama, người sành ăn khét tiếng một thời. Ông vô cùng yêu vợ, người đã chết trong khi con trai của họ vẫn còn rất nhỏ. Ông đã mô tả mối quan hệ giữa họ là một mối tình lãng mạn nồng nàn, và vẫn giữ một vị trí trên bàn cho vợ của mình. Lòng tốt của ông đối với những người hầu và cấp dưới của mình đã mang lại cho ông lòng trung thành bất diệt của họ. Khi con trai của bị bao vây bởi CCG, ông bình tĩnh đầu hàng với hy vọng sẽ được một cuộc sống giống như một con người cho đến cuối cùng, nhưng khoảnh khắc ông nghe được rằng con trai của mình vẫn đang gặp nguy hiểm, Ông đã không hề do dự giết chết những kẻ bắt giữ mình và trốn thoát, sau đó cùng với Chie, Yomo và Tōka, đến để cứu Shū.
Tsukiyama Shuu
Lồng tiếng bởi: Mamoru Miyano
Tsukiyama Shuu (月山 習) là một trong những Ghoul phiền phức nhất quận 20 đến mức nhiều con quỷ khác chẳng muốn dây vào anh ta. Anh ta được các thanh tra đặt cho biệt hiệu "Kẻ sành ăn" và là một trong những Ghoul khó tiếp cận nhất. Anh ta không chỉ săn con người mà thậm chí ăn cả đồng loại, miễn là thỏa mãn được thú trải nghiệm thức ăn của anh ta. Không ngạc nhiên khi anh ta là thành phần sáng lập "Ghoul Restaurant" dưới bí danh MM.
Shuu có dạng Kagune là Koukaku, là một Ghoul mạnh, xảo quyệt, đầy tự mãn và là người quen của Rize. Giông như Kaneki và Rize, anh ta cũng hay đọc sách. Anh ta khá thể thao và thành thạo võ thuật. Anh ta luôn tỏ ra thời trang, lịch thiệp, thích thi thoảng xen thêm những từ hoặc cụm từ tiếng Anh, tiếng Pháp, tiếng Ý, thậm chí cả tiếng Tây Ban Nha trong khi nói chuyện. Shuu bắt đầu bị ám ảnh về Kaneki khi biết cậu ta là bán Ghoul vì dường như với đánh giá của anh ta về chất lượng thức ăn, thịt bán quỷ có hương vị đặc biệt nhất. Sau khi thành thành viên trong nhóm của Kaneki (được lập nên bao gồm cả một số thành phần cũ từ Aogiri), Shuu luôn tự coi mình là bạn thân của Kaneki, mặc dù anh ta vẫn mập mờ giữa việc coi Kaneki như thức ăn và như một người bạn thật sự. Anh ta thường dùng tiếng Pháp, và lặp lại liên tục từ "très bien" (rất tốt) khi đánh hơi thấy mùi máu của Kaneki trên chiếc khăn tay.
Kanae von Rosewald
Lồng tiếng bởi: Yuu Kobayashi
Kanae von Rosewald (カナエ＝フォン・ロゼヴァルト Kanae Fon Rozevaruto) còn được gọi là Rose, một Ghoul trẻ tuổi, lập dị đến từ Đức và là người sống sót cuối cùng của gia đình Rosewald, một gia đình thuộc nhánh nhỏ của gia tộc Tsukiyama, sau khi Washuu Matsuri giết chết gia đình cậu. Cậu đã trở thành người hầu của gia đình Tsukiyama. Ban đầu cậu đã làm tất cả mọi thứ để giúp Shu thoát khỏi căn bệnh trầm cảm và sau đó thì cảm thấy ghen tị với Sasaki vì được Shu quan tâm,Sau này được tiết lộ rằng cậu vốn là 1 cô gái tên là Karen von Rosewald (カレン＝フォン・ロゼヴァルト Karen Fon Rozevaruto) giả làm đàn ông để duy trì dòng họ Rosewald. Bị tấn công bởi Eto,cô đã hi sinh bản thân để cứu Shu ra khỏi tòa nhà Nguyệt Thực.
Matsumae
Lồng tiếng bởi: Chie Nakamura
Matsumae (松前) là người phụ nữ nghiêm túc và đã phục vụ gia tộc Tsukiyama trong một thời gian dài. Cô đã dành cả cuộc đời để quan tâm tiểu chủ nhân của mình, vừa là bảo mẫu ở nhà vừa là giáo viên ở trường của Shu. Không những vậy cô còn là Tổng giám đốc của Tập đoàn Tsukiyama. Matsumae có thể quấn kagune của mình quanh cánh tay, tạo thành một cặp kiếm và khiên và dường như cô khá lão luyện trong việc sử dụng khiên cho cả tấn công lẫn phòng thủ. Cô bị giết bởi Nimura Furuta sau khi hắn ta cho cô thấy sức mạnh thực sự của hắn.
Mairo
Lồng tiếng bởi: Hinata Tadokoro
Mairo (マイロ) là quản gia của gia tộc Tsukiyama, thường xuyên làm việc cùng với Matsumae. Trong trận chiến giữa Hairu và Matsumae, anh đã ra đòn với Matsumae, dù cho bị tách làm đôi, nhưng anh vẫn có thể sử dụng động lực để chặt đầu Ihei khi phần thân trên của cậu rơi xuống đất. Anh đã nhét Kijima qua vai bằng kagune của mình và đánh lạc hướng cậu đủ lâu để Matsumae kết liễu các CCG.
Aliza
Lồng tiếng bởi: Nami Mihayara
Ariza (アリザ) là một Ghoul người hầu của gia tộc Tsukiyama.Cô có tình cảm với Yuma
Yuma
Yuma (ユウマ) là một Ghoul người hầu của gia đình Tsukiyama.Anh có tình cảm với Aliza
Asada Jirou
Lồng tiếng bởi: Volcano Uta
Asada Jirou (浅田 二郎) là một Ghoul già và là người đứng đầu nhà Asada.Ông cũng là một thành viên của gia tộc Tsukiyama
Kurei
Kurei (呉井, Nha Tỉnh) Chủ tịch của Tập đoàn Apollo, một công ty con của Tập đoàn Tsukiyama. Ông sở hữu Apollo TEC, Apollo Lâm nghiệp và tòa nhà Nguyệt Thực.
Ông là một Ghoul và cũng là một cộng sự lâu năm luôn trung thành với Tsukiyama Mimuro
Tycho Johannes
Lồng tiếng bởi: Koichi Gomi
Tycho Johannes (ティコ・ヨハネス, Tiko Yohanesu) là một Ghoul thuộc gia đình Tycho, một gia đình thuộc nhánh nhỏ của gia tộc Tsukiyama.

## Ghoul Restaurant
Abe Maiko
Lồng tiếng bởi: Asano Mayumi
Abe Maiko (阿倍 麻衣子) còn được gọi là Madam A là một thành viên của Ghoul Restaurant
Big Madam
Lồng tiếng bởi: Kimiko Saito
Big Madam (ビッグマダム, Biggu Madamu) bà là Ghoul đã nuôi dưỡng Suzuya Jūzō và xem anh không khác gì một con thú cưng của bà. Mặc dù là một người có kích thước to lớn nhưng Big Madam là một đối thủ rất nguy hiểm. Bà có thể bò dọc theo các bức tường và tránh các cuộc tấn công từ các đối thủ rất nhanh.Jūzo và thành viên trong đội của anh đã đánh bại và giết bà trong cuộc đột kích tại buổi đấu giá. Sau khi chết, giới tính của Big Madam đã được tiết lộ là nam và bà được Juzo gọi là "Cha".
Kurona Yasuhisa
Lồng tiếng bởi: Aoi Yuuki
Yasuhisa Kurona (安久 黒奈) cô người là một bán Ghoul cũng trải qua quá trình phẫu thuật của tiến sĩ Kannou giống như Ken và từng là vệ sĩ của Madam A. Biệt danh danh riêng của Kurona là Đen (クロ Kuro), CCG gọi cô và em gái với biệt danh là Floppy (フロッピー Furoppī). Sau sự kiện ở đảo Rushima, cô gia nhập tổ chức Goat của Ken. Cuối truyện, Kurona được nhắc là đã tới vùng chiến sự ở Trung Đông, sau đó thì không ai rõ tung tích cô ra sao nữa.
Yasuhina Nashiro
Lồng tiếng bởi: Haruka Tomatsu
Yasuhisa Nashiro (安久 奈白) em gái song sinh của Kurona, cô người là một bán Ghoul cũng trải qua quá trình phẫu thuật của tiến sĩ Kannou giống như Ken và từng là vệ sĩ của Madam A giống như chị mình. Biệt danh danh riêng của Nashiro là Trắng (シロ Shiro), CCG gọi cô và chị gái với biệt danh là Floppy (フロッピ). Cô đã bị thương nặng và không qua khỏi.
Mayu
Lồng tiếng bởi: Nozomi Mikajiri
Mayu (痲ユ) là một Ghoul tàn bạo với thú vui tra tấn nạn nhân nam, nghiền nát và ăn bộ phận sinh dục của họ. Cô còn có một nỗi ám ảnh về tiền bạc và vẻ đẹp xuất phát từ quá khứ nghèo đói cùng cực, được điều tra bởi đội Suzuya và đội Quinx. Cô được CCG đặt cho biệt danh anh là Nutcracker (ナッツクラッカー, Nattsukurakkā, "Kẹp hạt dẻ").

## Ghoul ở quận 20
Kamishiro Rize
Lồng tiếng bởi: Kana Hanazawa
Kamishiro Rize (神代 利世) Rize xuất hiện với bề ngoài là một cô gái xinh đẹp cùng cặp kính mắt và mê tiểu thuyết. Điều này đã thu hút Kaneki Ken từ lần đầu gặp gỡ, khiến Rize có cơ hội ăn thịt Kaneki sau lần hẹn hò đầu tiên. Ngay lúc định giết Kaneki, Rize bị một thanh xà ngang đột ngột rơi xuống đè lên cơ thể. Sau đó, một phần nội tạng của cô được cấy ghép vào Kaneki để cứu sống anh. Trước tai nạn xà ngang, Rize vốn là một Ghoul lạnh lùng, tàn bạo và cô thật sự rất mạnh. Với Kagune dạng Rinkaku mạnh mẽ, cô thường xuyên đi giành địa bàn với Ghoul khác và ngăn chúng đi săn trong địa bàn cô chiếm được. Trước khi chuyển tới quận 20, Rize tàn sát ở quận 11 thu hút Thanh tra diệt quỷ về đó. Cô tiêu diệt lũ quỷ bảo kê ở quận, tạo ra sự phân cấp về sức mạnh rõ rệt.
Rize được CCG đặt biệt danh "Kẻ phàm ăn", và cũng như Kaneki, cô rất thích đọc sách. Cô được cho rằng đã chết sau vụ tai nạn, sau hé lộ sự thật cô vẫn còn sống nhưng cơ thể cô bị Kanou giữ làm nguyên liệu thí nghiệm tạo ra "Bán Quỷ". Kaneki Ken biến đổi thành Ghoul là một kết quả của thí nghiệm này.
Fueguchi Ryōko
Lồng tiếng bởi: Fumiko Orikasa
Fueguchi Ryōko (笛口 リョーコ) Ryoko là vợ của Asaki và là mẹ của Hinami và là một Ghoul dịu dàng và không thích đi săn hay giết người.Cô bị giết bởi Mado Kureo.
Yoshida Kazuo
Lồng tiếng bởi: Teruyuki Tanzawa
Yoshida Kazuo (吉田 カズオ) Yoshida là một huấn luyện viên trong Câu lạc bộ thể hình ZEN ở quận 20 và là một Ghoul mà Kaneki Ken đã tình cờ bắt gặp trong một con hẻm tối.Sau đó anh đã bị Nishio Nishiki giết chết vì anh đã săn trên đất săn của cậu.
Momoichi Ikuma
Momoichi Ikuma (桃池 育馬) là một Ghoul trẻ tuổi đã chuyển đến Tokyo để theo đuổi giấc mơ trở thành nhạc sĩ. Anh được một con người nhận nuôi và chăm sóc.
Sanko
Lồng tiếng bởi: Kanae Itō
Sanko (三晃) là sinh viên tại Đại học Kamii và cũng là một Ghoul sống hòa nhập với xã hội loài người.
Shu Tsukiyama thường gọi cô là Miss Ikaru khi cả hai còn học chung ở Học viện Seinan.

## Những Ghoul khác
Minami Uruka
Lồng tiếng bởi: Saori Hayami
Minami Uruka (三波 麗花) một người bạn cùng lớp xinh đẹp của Arima Kishō và Taishi Fura.Thật ra cô là Ghoul giết người hàng loạt được CCG đặt biệt danh là Đèn lồng (灯籠, Lanternl).
Kaneki Ichika
Kaneki Ichika (金木 一花) con gái của Kaneki Ken và Kirishima Touka và là một Ghoul độc nhãn giống bố của cô. Cô bé xuất hiện trong phần kết, 6 năm sau khi Kaneki đánh bại Furuta.
Kirishima Arata
Lồng tiếng bởi: Uchida Yuya
Kirishima Arata (霧嶋 新) bố của Ayato và Touka  và là chồng của Hikari là một Ghoul sống hòa nhập với xã hội loài người. Sau cái chết của vợ, Arata trở nên điên loạn và đi tàn sát các thanh tra để trả thù. Anh được CCG gọi là Corpse Collector (Kẻ thu xác).
Kirishima Hikari
Lồng tiếng bởi: Fujuda Yuko
Kirishima Hikari (霧嶋 ヒカリ) mẹ của Ayato và Touka và là vợ của Arata đồng thời bà cũng chính là chị gái của Yomo Renji. Bà là một cô gái mạnh mẽ và đã bị Arima Kishō giết chết.
Fueguchi Asaki
Lồng tiếng bởi: Toriumi Kosuke
Fueguchi Asaki (笛口 アサキ) bố của Hinami và là chồng của Ryouko. Ông đã bị thanh tra Mado Kureo giết chết.
Kagami Ryūchi
Kagami Ryūchi (加々美 竜地) là một Ghoul có tính cách bạo lực và ý thức bảo vệ đất săn rất cao. anh đã từng giết chết hết tất cả các thanh tra ở quận 17, anh là một người quen của của Kaya và cũng là cựu thành viên của băng Black Dobel của cô.
Hagi
Hagi (ハギ) là một Ghoul cựu thủ lĩnh của quận 11 đã bị Kirishima Rize giết chết.
Muramatsu Kie
Muramatsu Kie (村松 キエ) là một Ghoul sống ở quận 17 và đã tham gia vào hơn 50 vụ giết người và được CCG gọi là Applehead. Nhìn bề ngoài của bà giống như một bà lão 68 tuổi nhưng thực chất đó chỉ là lớp mặt nạ dùng để ngụy trang của bà.
Gil
Gil (ギル Giru) là một Ghoul, thủ lĩnh của quận 6 và đã từng làm việc cho Shachi. Anh dường như có quen biết với Rize.

## CCG
Commission of Counter Ghoul (喰種対策局 Gūru Taisaku Kyoku, Cục phòng chống quỷ ăn thịt) viết tắt là CCG. Các thanh tra được Ghoul gọi với cái tên Bồ câu

### Thanh tra hạng Đặc biệt
Arima Kishō
Lồng tiếng bởi: Daisuke Namikawa
Arima Kishō (有馬 貴将) Nhân vật chính ngoại truyện Tokyo Ghoul: JACK, nhân vật phụ trong series chính Tokyo Ghoul và Tokyo Ghoul:re. Anh là một Thanh tra chống Ghoul hạng Đặc biệt. Nổi tiếng với biệt danh Tử thần của CCG (CCGの死神 CCG no Shinigami), anh luôn mang bộ mặt thờ ơ, đeo kính, chẳng bao giờ biểu lộ cảm xúc. Arima được ca ngợi là thiên tài trong CCG, do những thành tích và sự thăng cấp nhanh chóng lên bậc Thanh tra cao nhất khi còn rất trẻ. Chiến đấu với nhiều loại Quinque, anh không chỉ đủ mạnh để đánh bại Ghoul mà mạnh đến mức chưa có Thanh tra nào trong CCG vượt qua được.
Arima được tiết lộ là một bán nhân - đứa trẻ được sinh ra giữa người và Ghoul. Anh tự sát trong phần:re trên danh nghĩa là bị Kaneki Ken giết.
Amon Kōtarō
Lồng tiếng bởi: Katsuyuki Konishi
Amon Kōtarō (亜門 鋼太朗) là một Thanh tra chống Ghoul Hạng 1, là cộng sự của Thanh tra cao cấp Mado Kureo và sau là con gái ông Mado Akira. Khi còn là một cậu bé, anh sống ở trại trẻ mồ côi của linh mục Donato Porpora, cho tới khi anh phát hiện ra hắn là Ghoul đã giết chết bạn bè trong trại trẻ. Anh ý thức mạnh mẽ về công lý, tin rằng việc anh làm là biến Thế giới Sai lầm hiện nay trở nên tốt đẹp hơn bằng cách tiêu diệt hết Ghoul, những kẻ giết người khiến trẻ con phải chịu cảnh trẻ mồ côi. Anh rất tận tâm với công việc và càng làm việc chăm chỉ hơn từ khi Kureo bị giết. Anh từng giao chiến với Ken nhưng bị thua, tuy nhiên, Ken để anh đi trong lần chạm trán đầu tiên của họ. Mặc dù ban đầu rất căm thù Ghoul nhưng Amon tỏ ra quan tâm đến câu chuyện của Kaneki. Thậm chí sau khi bị thương nặng và mất 1 cánh tay vì Kaneki trong lần đụng độ cuối cùng, anh vẫn gắng gượng sống để Kaneki không phải chịu tội giết người. Kết thúc series chính, anh được công bố  là "Đã chết" sau khi đối mặt với Tatara trong trận chiến với Aogiri khi CCG tấn công Cú một mắt. Số phận của anh thực sự vẫn còn là bí ẩn, chỉ biết rằng anh cũng là một thí nghiệm của Kanou.
Suzuya Jūzō
Lồng tiếng bởi: Rie Kugimiya
Suzuya Jūzō (鈴屋 什造) là một thanh niên với vẻ ngoài đáng yêu và có phần giống con gái nên hay bị nhầm, được Ghoul nuôi dưỡng từ nhỏ cho đến khi cậu được nhận vào CCG. Cậu ta nhanh chóng thăng cấp lên Thanh tra hạng 2 trong vòng một năm, chứng tỏ rằng khả năng tiêu diệt quỷ của cậu. Jūzō rất độc lập và có xu hướng không thích hợp tác với đồng nghiệp khác hay cấp trên của mình. Lý lịch của cậu cho thấy cậu thích kẹo và đi săn Ghoul. Cậu ta hành xử rất trẻ con và vô tư. Cậu cũng thường hay tự nói chuyện với chính mình, bằng cái tên Rei (tên cũ của Jūzō).
Aura Kiyoko
Lồng tiếng bởi: Chinatsu Akasaki
Aura Kiyoko (安浦 清子) là một Thanh tra hạng Đặc biệt và được nhiều người chú ý vì cô là người phụ nữ đầu tiên đạt được thứ hạng đó. Cô là chỉ huy của đội 1 ở quận 1 và được coi là 1 nữ thanh tra mẫu mực, được nhiều thành viên nữ trong CCG thần tượng.
Shinohara Yukinori
Lồng tiếng bởi: Yutaka Nakano
Shinohara Yukinori (篠原 幸紀) là một Thanh tra chống Ghoul hạng Đặc biệt. Ông là người hướng dẫn cho Amon khi còn ở Học viện CCG và sau này trở thành cố vấn của Juuzou. Quinque của ông có hình dạng một con dao xẻ thịt lớn, được gọi là Quỷ Yamada 1. Shinohara từng là cấp trên của Suzuya và Suzuya rất quý ông. Ông sống sót sau trận chiến cuối cùng tại Anteiku, nhưng chấn thương rất nghiêm trọng khiến ông thành người thực vật. Cuối truyện sau nhiều nỗ lực chữa trị và nghiên cứu từ "Rồng" đã đem tới những phép màu, Shinohara đã tỉnh lại.
Hōji Kōsuke
Lồng tiếng bởi: Shō Hayami
Hōji Kōsuke (法寺 項介) là một Thanh tra hạng Đặc biệt và cũng là cựu cộng sự của Mado Kureo. Trong sự kiện Gourmet, ông được bổ nhiệm làm cộng sự của Takizawa Seidō tại quận 20. Ngoài ra, ông cũng từng là giám độc chi nhánh CCG tại quận 5.
Ui Kōri
Lồng tiếng bởi: Yoshinori Fujita
Ui Kōri (宇井 郡) là một Thanh tra hạng Đặc biệt và cũng là thành viên của Đội S3. Anh là một trong những người bảo vệ Kishō Arima và tham gia trận chiến chống lại Owl hai năm trước với tư cách là Phó chỉ huy của đội 0. Thuộc tính độc đáo của Quinque của anh cho phép nó có thể biến đổi thành một cây roi hoặc cây giáo.
Kuroiwa Iwao
Lồng tiếng bởi: Ryūzaburō Tomo
Kuroiwa Iwao (黒磐 巌) là một Thanh tra hạng Đặc biệt và Phó Chỉ huy Tiểu đội 1 trong Chiến dịch đàn áp Cú Vô Sát. Ông là một người bạn cũ của Shinohara và hai người sử dụng cùng một bộ giáp nguyên mẫu. Anh bị mất cánh tay dưới khuỷu tay trong trận chiến với Cú Vô Sát, nhưng vẫn tiếp tục làm Thanh tra cùng con trai Takeomi.
Tanakamaru Mōgan
Lồng tiếng bởi: Tsuyoshi Koyama
Tanakamaru Mōgan (田中丸 望元) là một Thanh tra hạng Đặc biệt và được chỉ định làm đội trưởng của Đội 2 trong các hoạt động chính. Anh  rất tình cảm và dễ có hành vi lập dị.Quinque của anh, "Higher Mind", là một loại Ukaku có thể bắn ra một luồng năng lượng tầm xa.
Washū Matsuri
Lồng tiếng bởi: Yoshihisa Kawahara
Washū Matsuri (和修 政,) là một Thanh tra hạng Đặc biệt chỉ huy trong Phân khu II và là con trai củ Washūa Yoshitoki. Anh giết chết cả gia đình Rosewald và nhanh chóng leo lên hàng ngũ Thanh tra đặc biệt. Anh phản đối sự tồn tại của Quinx và đối xử với Sasaki một cách thiếu tôn trọng. Anh sau đó được tiết lộ đã sống sót sau vụ tấn công, xuất hiện cùng với Marude và một số nhà điều tra khác khi họ tìm cách hất cẳng Furuta khỏi văn phòng của hắn.
Marude Itsuki
Lồng tiếng bởi: Yūji Ueda
Marude Itsuki (丸手 斎) là một Thanh tra hạng Đặc biệt người được biết đến với tính cách mài mòn với cấp dưới của mình. Ông là chỉ huy của Đơn vị quận 11 và Trưởng thanh tra II. Trong trận chiến với Cổ thụ Aogiri trên Rushima, Marude tiết lộ bí mật của Washū về họ là những kẻ đồng mưu với Ghoul.

### Phó thanh tra hạng Đặc biệt
Mado Akira
Lồng tiếng bởi: Asami Seto 
Mado Akira (真戸 暁) là con gái của Kureo và là một Thanh tra chống Ghoul như ông. Cô trở thành cộng sự của Koutaro Amon sau cái chết của cha. Cô là một phụ nữ thông minh, luôn nghiêm túc với công việc cũng như trong thói quen sinh hoạt hàng ngày nói chung. Giống như bố mình, cô có cách nhìn rất sâu sắc. Trực giác đó giúp cô điều tra và nhận biết đánh giá tình hình xảy ra xung quanh trong khi cô chiến đấu.
Cô trở thành lãnh đạo nhóm thanh tra của Haise và là người giám hộ đội Quinx trong phần 2 Tokyo Ghoul: re. Akira có tình cảm với Amon, hai người đã thổ lộ với nhau khi cô bình phục sau sự kiện ở đảo Rushima.
Hachikawa Chū
Lồng tiếng bởi: Asami Seto
Hachikawa Chū (鉢川 忠) Một phó thanh tra hạng Đặc biệt, được chỉ định làm đội trưởng của Đội 3 trong các hoạt động chính.Lòng căm thù sâu sắc của anh đối với Ghoul do Irimi giết chết nhiều cộng sự và làm anh sợ hãi. Trong trận chiến với Aogiri, anh được chỉ định là cấp trên mới của Tōru Mutsuki. Cuối cùng anh đã hy sinh bản thân để Tōru và Ayumu trốn thoát trong khi anh ta cố gắng giữ Shikorae và Takizawa.
Kijima Shiki
Lồng tiếng bởi: Nobuo Tobita
Kijima Shiki (キジマ 式) Một phó thanh tra hạng Đặc biệt. Anh là một cựu thẩm vấn viên tàn bạo, sẵn sàng  để truy đuổi con mồi. Quinque của anh, "Rotten Follow", là một chiếc cưa máy được chế tạo bởi một Kakuhou được thu từ Jail's Brother. Trong cuộc chiến tiêu diệt Tsukiyama Shu, Shu đã trêu chọc Matsumae về cách anh giết chết các cộng sự của mình là Yuuma và Aliza, để đáp lại anh, Matsumae đã cắt đứt cánh tay và khiến cưa máy rơi xuống đầu anh. Anh là nhân vật phản diện chính của Tokyo Ghoul: Jail.

### Thanh tra Hạng Nhất
Mado Kureo
Lồng tiếng bởi: Tōru Ōkawa
Mado Kureo (真戸 呉緒) là một Thanh tra Ghoul Cao cấp, cấp trên kiêm cộng sự của Koutaro Amon, một thanh tra thiện chiến dày kinh nghiệm nhưng tàn nhẫn. Ông thậm chí là thách thức ngay cả đối với những con Quỷ có thể chất vượt trội. Kureo luôn luôn tin tưởng vào trực giác của mình, nó không bao giờ sai. Ông bị ám ảnh Quinques (vũ khí làm từ kagune của quỷ) xuất phát từ nỗi đau trong quá khứ. Mục tiêu của ông là trả thù "Cú một mắt" - Ghoul đã giết vợ ông. Trong khi chiến đấu với Touka và Hinami, ông mất cảnh giác nên sau cùng bị họ giết chết.
Fura Taishi
Lồng tiếng bởi: Ryōhei Kimura
Fura Taishi (富良 太志) là hân vật chính khác của Tokyo Ghoul: JACK, Taishi là một Thanh tra chống Ghoul Cấp đầu. Fura khi còn niên thiếu học cùng Cao trung Seishin với Arima, không thích đi học, thường phải đi chợ và làm hết công việc nhà do mẹ anh chẳng bao giờ làm. Anh có hai người bạn từ thời thơ ấu, Ryō, hay chơi bóng chày với anh và Aki, cô gái mà anh phải lòng. Ryō tham gia 1 băng du côn mang xe máy, nguyên nhân khiến cậu ta mất mạng vì bị Kagune của Ghoul có biệt danh "Đèn lồng", kẻ Arima hiện đang điều tra, đâm chết. Chứng kiến cái chết bi thảm của người bạn, Fura nôn nóng muốn trả thù nên nài nỉ Arima cho mình giúp đỡ điều tra để tìm hiểu về Ghoul. Cuối cùng anh tham gia sự nghiệp chống Ghoul với tư cách 1 Thanh tra. Fura xuất hiện trong Tokyo Ghoul và Tokyo Ghoul:re với vai trò nhỏ thuộc tuyến nhân vật phụ.

### Thanh tra cấp 1
Kuroiwa Takeomi
Lồng tiếng bởi: Haruki Ishiya
Kuroiwa Takeomi (黒磐 武臣) Một thanh tra cấp 1 20 tuổi và là thành viên của đội Hirako. Anh ta là con trai của Thanh tra hạng đặc biệt Kuroiwa, và được coi là một thanh tra trẻ có năng khiếu đặc biệt. Anh là bạn của Yoriko Kosaka, không biết về tình bạn của cô với Touka, và sau đó trở thành chồng của cô.
Hanbē Abara
Lồng tiếng bởi: Masakazu Nishida
Abara Hanbē (黒磐 武臣) Một thanh tra cấp 1, thuộc đội Suzuya

### Thanh tra cấp 2
Takizawa Seidō
Lồng tiếng bởi: Shinnosuke Tachibana
Takizawa Seidō (滝澤 政道) là một Thanh tra Ghoul Hạng 2, bạn cùng lớp và là đối thủ của Mado Akira tại Học viện. Nội tâm bất ổn, cậu ta hay cãi nhau với Akira hoặc Juzo vì khả năng vượt trội của họ. Cậu ngưỡng mộ Amon sâu sắc và bất chấp mệnh lệnh cũng như chẳng lo lắng cho sự an toàn của mình, chạy đi tìm anh ta trong trận chiến Anteiku khiến bản thân vướng vào cuộc phục kích của các thành viên Aogiri. Cậu bị Noro đánh trọng thương và được tuyên bố đã chết. Tuy nhiên, trong Tokyo Ghoul: re, Takizawa lại trở thành một thí nghiệm thành công khác của Kanou.
Gori Misato
Lồng tiếng bởi: Reina Ueda
Gori Misato (五里 美郷) Một điều tra viên hạng 2 lành nghề từ phường 13. Cô ấy đi qua rất khắc nghiệt, nhưng sự thật có một sự ngưỡng mộ sâu sắc đối với Amon. Mặc dù cố gắng thu hút sự chú ý của Amon bằng cách nấu ăn, thức ăn của cô khiến mọi người ăn chúng bị ngộ độc thực phẩm, mặc dù cô vẫn không biết phải chịu trách nhiệm. Cô từ chối tin Amon đã chết vì cơ thể mất tích của anh.

### Trợ lý thanh tra
Nagachika Hideyoshi
Lồng tiếng bởi: Toshiyuki Toyonaga
Nagachika Hideyoshi (永近 英良) là bạn thân của Kaneki Ken, biệt danh "Hide". Cậu có trực giác rất tốt, vì vậy mà khi Kaneki cố gắng che giấu sự thật là Ghoul, Hideyoshi dường như nhận ra ngay có gì đó đã xảy ra với người bạn thân nhất của mình. Hide được chứng minh là người thông minh và tinh ý. Cậu thậm chí còn tìm ra rằng "Thỏ" thật sự (Touka) không phải là Hinami như CCG suy đoán ban đầu. Cậu cũng sẵn sàng đi tới cùng vì người cậu quan tâm, như mạo hiểm đến nơi ẩn náu Aogiri, lén cài thiết bị theo dõi lên kẻ chuyên tra tấn Yamori. Sau khi Ken biến mất, Hideyoshi gia nhập lực lượng CCG để tìm hiểu về nơi ở của anh. Cậu được bổ nhiệm làm Thanh tra Tân binh, hợp tác với Koutaro và Akira. Cuối cùng cậu gặp lại Kaneki và tiết lộ rằng cậu đã biết Kaneki chính là "Rết". Chưa rõ số phận của Hide ra sao kể từ đó.
Sang phần hai, Hide được tiết lộ là vẫn còn sống nhưng bị thương nặng ở phần miệng. Hide ẩn náu dưới danh tính một Ghoul cấp thấp có tên là Bù Nhìn Rơm (スケアクロウ Sukeakurō). Hide xuất hiện và hỗ trợ Marude trong cuộc nội chiến tại CCG. Sau sự kiện Rồng diễn ra, cậu cùng mọi người cố gắng hết sức để cứu được Ken.

## Quinx Squad
Quinx Squad (クインクス班) Còn được gọi là Qs Squad một đơn vị đặc biệt gồm những thanh tra CCG được cấy một Kakuhou bảo phủ lớp thép quinque vào người
Urie Kuki
Lồng tiếng bởi: Kaito Ishikawa
Urie Kuki (瓜江 久生) là thanh tra CCG hạng 2 và là đội trưởng đội Quinx. Khi cậu còn nhỏ, bố cậu, là đội trưởng đội 3, đã hi sinh trong nhiệm vụ để các cấp dưới của mình trốn về căn cứ an toàn (trong đó có bố của Kuroiwa Takeshi). Từ đó, cậu có lòng căm thù với nhà Kuroiwa và luôn muốn lập công thăng chức để được mọi người công nhận. Urie cũng giống các thành viên khác trong đội Quinx, cậu được cấy Kakuhou vào người ở mức Rc thấp. Urie là con người chăm chỉ rèn luyện nhưng lại hay hành động riêng lẻ và xem đồng đội như gánh nặng. Vì muốn được công nhận và chứng tỏ mình mạnh hơn những thanh tra trẻ tuổi tài năng khác, cậu luôn tự dấn thân vào nguy hiểm và bắt những Ghoul bậc cao. Urie là một thanh tra trẻ tài năng nhưng kiêu ngạo nên đã trả giá đắt khi thấy bạn thân mình là Shizaru hi sinh để cứu mạng mình.
Shizaru Ginshi
Lồng tiếng bởi: Yūma Uchida
Shirazu Ginshi (不知 吟士) là thanh tra CCG hạng ba và là thành viên của đôi Quinx. Cậu được cấy Kakuhou vào mình với Rc thấp và Kagune của cậu chỉ có thể bắn tầm xa. Em gái của cậu mắc căn bệnh ROS (rối loạn Rc ở người) và hôn mê sâu nên cậu phải giết Ghoul để lập công kiếm tiền chữa bệnh cho em gái. Shizaru là một trưởng nhóm Quinx rắc rối nhưng luôn làm tốt vai trò mình được giao và không muốn là gánh nặng cho mọi người. Shizaru đã hi sinh sau trận chiến với Noro.
Mutsuki Tōru
Lồng tiếng bởi: Natsumi Fujiwara
Mutsuki Tōru (六月 透) là thanh tra hạng ba của CCG và là thành viên của đội Quinx. Toru thực chất là con gái giả làm trai. Cô cũng được cấy ghép Kakuhou như các thành viên khác nhưng vẫn chưa kiểm soát và triệu hồi Kagune trong điều kiện cấp bách. Cô thường sử dụng quinque là hai con dao chiến đấu chống lại Ghoul. Sau khi cấy ghép, cô có kakugan ở một bên mắt nên nhiều người lầm tưởng cô là "bán Ghoul" (là con lai giữa người và Ghoul như Eto, hay cấy ghép Kakuhou với mức Rc cao trở thành Ghoul như Kaneki) nên đã phải mang bịt mắt.
Yonebayashi Saiko
Lồng tiếng bởi: Ayane Sakura
Yonebayashi Saiko (米林 才子) Là một thanh tra cấp 2 và cũng là một Quinx, phó đội trưởng của đội Quinx. Cô không thích phải làm việc mà muốn có một cuộc sống yên bình.
Aura Shinsanpei
Aura Shinsanpei (安浦 晋三平) Là thanh tra cấp 2 của CCG, anh tham gia vào Quinx trong đợt tuyển dụng thứ 2. Aura Shinsanpei là cháu trai của thanh tra hạng đặc biệt Aura Kiyoko.Anh là một người nhút nhát, hay lo lắng và  không có thành tích gì đặc biệt khi còn ở Học viện.
Higemaru Tōma
Higemaru Tōma (髯丸 トウマ) Là điều tra viên cấp 3 tham gia vào Quinx Squad trong đợt tuyển dụng lần thứ 2. Higemaru Touma xuất thân từ một gia đình giàu có và thường làm những nhiệm vụ ứng cứu khẩn cấp.
Hsiao Ching-Li
Hsiao Ching-Li (小 静麗 Shao Rinri) Là một điều tra viên cấp 1 vào Quinx Squad trong đợt tuyển dụng lần 2. Người gốc Hoa. Cô cũng là cựu thành viên của Sunlit Garden có tên là Genie Hsiao (ー ニ ー シ ャ, Jīnī Shao).

## Con người
Kosaka Yoriko
Kosaka Yoriko (小坂 依子) là người bạn con người học chung trường của Touka. Sang phần re: thì Touka và Kosaka dù đã cắt đứt liên lạc nhiều năm nhưng tình bạn giữa hai người vẫn như thủa nào. Kosaka đã trở thành nhân viên tại một tiệm bánh, thanh tra Takeomi Kuroiwa đã cầu hôn cô và cả hai đã làm đám cưới.

## Taiwa Act
Taiwa Act (大環アクト Taiwa Akuto) là một tổ chức được điều hành bởi con người ủng hộ Ghoul và trong đó có rất nhiều người là fan của nhà văn Takatsuki Sen, tổ chức này được xem một là di sản của Eto.
Ogura Hisashi
Ogura Hisashi (小倉 久志) là một nhà nghiên cứu Ghoul. Ông thường xuất hiện các chương trình TV để nói về họ.
Nishino Kimi
Nishino Kimi (西野 貴未) là bạn gái của Nishio Nishiki và học chung trường Đại học Kamii. Cô là người thành lập ra tổ chức Taiwa Act.
Yamamoto Jirō
Yamamoto Jirō (山本 次郎) là một thành viên của Taiwa Act